# ملكة جمال الكون 1957
ملكة جمال الكون 1957 هي مسابقة ملكة جمال الكون السادسة في تاريخ مسابقة ملكة جمال الكون منذ انطلاقتها عام 1952، عقدت المسابقة في 19 يوليو 1957 في قاعة مركز لونغ بيتش للمؤتمرات والترفيه في لونغ بيتش ، كاليفورنيا ، الولايات المتحدة. في هذه المسابقة تنافس 32 متسابقة. فازت غلاديس زندر من بيرو بالمسابقة، لتصبح أول امرأة من أمريكا اللاتينية تتوج ملكة جمال الكون من قبل كارول موريس من الولايات المتحدة.

## النتائج

### المراكز النهائية

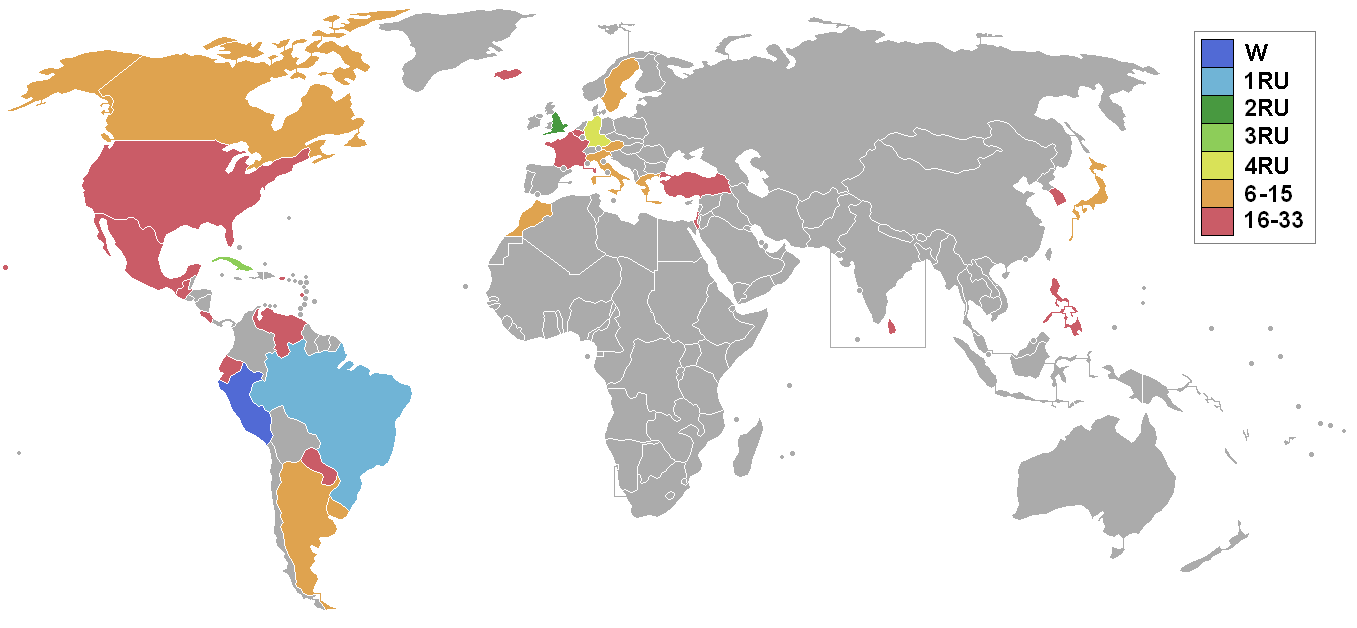
ملكة جمال الكون 1957 الدول المشاركة والنتائج

| النتائج النهائية     | المتنافسة |
| -------------------- | --- |
| ملكة جمال الكون 1957 | - بيرو - غلاديس زندر |
| الوصيفة الأولى       | - البرازيل - تيريسينا مورانجو |
| الوصيفة الثانية      | - إنجلترا - سونيا هاميلتون |
| الوصيفة الثالثة      | - كوبا - ماريا جاميو |
| الوصيفة الرابعة      | - ألمانيا - غيرتي داوب |
| نصف النهائي          | - ألاسكا - مارثا ليمان - الأرجنتين - مونيكا لاماس - النمسا - هانيرل ملشر - كندا - غلوريا نوكس - اليونان - ليجيا كارافيا - إيطاليا - فاليريا فابريزي - اليابان - كيوكو أوتاني - المغرب - جاكلين بونيلا - السويد - إنغر جونسون - الأوروغواي - غابرييلا باسكال |

## المتسابقات
- ألاسكا - مارثا ليمان
- الأرجنتين - مونيكا لاماس
- النمسا - هانيرل ملشر
- بلجيكا - جانين هانوتيو
- البرازيل - تيريسينا مورانجو
- كندا - غلوريا نوكس
- سيلان - كاميليا روزاليا بيريرا
- كوستاريكا - سونيا كريستينا إيكازا
- كوبا - ماريا جاميو
- الإكوادور - باتريشيا جوليانا بينيتيز رايت
- إنجلترا - سونيا هاميلتون
- فرنسا - ليزا سيمون
- ألمانيا - غيرتي داوب
- اليونان - ليجيا كارافيا
- غواتيمالا - أنا والدا أوليسلاغر
- هاواي - رامونا تونغ
- أيسلندا - برايندز شرام
- إسرائيل - عطارة برزيلاي
- إيطاليا - فاليريا فابريزي
- اليابان - كيوكو أوتاني
- كوريا - بارك هيون أوك
- مارتينيك - جينيت سيداليس مونتايس
- المكسيك - إيرما أريفالو
- المغرب - جاكلين بونيلا
- باراغواي - لوسي مونتانيرو ريفارولا
- بيرو - غلاديس زندر
- الفلبين - ماري آن كارمن فيليبس كوراليس
- بورتوريكو - مابيتا ميركادو كورديرو
- السويد - إنغر جونسون
- تركيا - جولر سيرمين
- الأوروغواي - غابرييلا باسكال
- فنزويلا - كونسويلو نويل غوميز

## الروابط الخارجية
- موقع ملكة جمال الكون الرسمي